# Суський повіт
Суський повіт (пол. powiat suski) — один з 19 земських повітів Малопольського воєводства Польщі.
Утворений 1 січня 1999 року в результаті адміністративної реформи.

## Географія
Річки: Скава, Пожога, Дзяльський Потік, Бистжанка, Цишнява, Скавиця, Мосорний Потік, Велчивка, Скавиця Гурна, Гжехинка.

## Загальні дані
Повіт знаходиться у західній частині воєводства.
Адміністративний центр — місто Суха-Бескидзька.
Станом на 1.01.2008 населення становить 82 347 осіб, площа 685,71 км².

## Демографія
Демографічні дані повіту станом на 30.06.2005:
|       | Всього | Всього | Жінки  | Жінки | Чоловіки | Чоловіки |
| ----- | ------ | ------ | ------ | ----- | -------- | -------- |
|       | осіб   | %      | осіб   | %     | осіб     | %        |
| Повіт | 81 885 | 100    | 41 255 | 50,4  | 40 630   | 49,6     |
| Міста | 20 583 | 100    | 10 669 | 51,8  | 9914     | 48,2     |
| Села  | 61 302 | 100    | 30 586 | 49,9  | 30 716   | 50,1     |